# Katharinen-Gymnasium
Das Katharinen-Gymnasium (umgangssprachlich: Katherl) ist ein Gymnasium in Ingolstadt und wurde am 1. Mai 1965 zunächst als Mädchengymnasium nach Plänen von Hardt-Waltherr Hämer errichtet. Im Schuljahr 1980/81 wurde die Koedukation eingeführt. Es ist ein Bau der Nachkriegsmoderne.

## Ausbildungsrichtungen
Das Katharinen-Gymnasium bietet ab der 8. Jahrgangsstufe drei Zweige mit unterschiedlichen Voraussetzungen bei der Sprachenfolge:
- Naturwissenschaftlich-technologischer Zweig: mit Englisch als erster und Französisch oder Latein als zweiter Fremdsprache und ab der 8. Jahrgangsstufe mit den Fächerschwerpunkten Informatik, Physik und Chemie

- Sozialwissenschaftlicher Zweig mit Englisch als erster, Latein oder Französisch als zweiter Fremdsprache und ab der 8. Jahrgangsstufe mit Sozialkunde als weiterem Kernfach und einer Sozialpraktischen Grundbildung
- Sprachlicher Zweig mit Englisch als erster, Latein als zweiter und Spanisch als dritter Fremdsprache

Im naturwissenschaftlich-technologischen sowie im sozialwissenschaftlichen Zweig wird Spanisch ab der 11. Jahrgangsstufe als spätbeginnender Ersatz für die zweite Fremdsprache angeboten.

## Gebäude
Architekt des Schulgebäudes war Hardt-Waltherr Hämer, der auch das Stadttheater Ingolstadt entwarf.
Seit 2013 steht das Hauptgebäude unter Denkmalschutz.

## Partnerschulen
Es bestehen Partnerschaften mit Schulen in Israel, Italien, Russland, China, Serbien, USA, Indien, Polen, Ungarn und Frankreich.
- 2019 fand erstmalig ein Austausch des Katharinen-Gymnasiums mit der Mae Boyar High in Israel statt.[4]

- Im Jahr 2019 wurde ein neuer Schüleraustausch mit dem Liceo Linguistico "M. Montessori" aus Carrara in Italien vereinbart.[5]

- Ende September 2018 wurde mit der Schule an der Yauza im Zentralbezirk Moskau in Russland ein weiterer Schulpartnerschaftsvertrag geschlossen.[6]
- 2017 reisten erstmalig Schüler des Katharinen-Gymnasiums nach Foshan in China, um die dortige Partnerschule Shunde Highschool No. 1 zu besuchen.[7]

- Seit dem Jahr 2011 besteht eine Schulpartnerschaft zwischen dem Zweiten Gymnasium Kragujevac in Serbien und dem Katharinen-Gymnasium.[4]
- Die Partnerschaft mit der Vestal Highschool in Vestal (New York) besteht seit 2009. Der Austausch findet im Rahmen des GAPP-Programms statt.[8]
- Seit dem Schuljahr 2008/2009 besteht die Partnerschaft zwischen dem Katharinen-Gymnasium und der Delhi Public School Greater Noida in Neu-Delhi, Indien.[9]

- Die Partnerschaft mit dem Liceum im. T. Kościuszko in Konin, Polen, gibt es seit 2007.[10]
- Die Partnerschaft mit dem Révai Miklós Gimnázium in Győr (Ungarn) besteht seit 1996. Regelmäßig im Oktober kommen ca. 30 Schülerinnen und Schüler aus Győr nach Ingolstadt. Im Gegenzug fahren im März/April Schüler aus Ingolstadt nach Győr.[11]

- Die älteste Partnerschaft besteht mit dem Collège Henri IV in Poitiers, Frankreich.[12]

## Auszeichnungen
Das Gymnasium ist eines von acht bayerischen Gymnasien, die vom Kultusministerium für den Modellversuch Center of Excellence – Zentrum für Schulqualität der Stiftung Bildungspakt Bayern ausgewählt wurden.
Im Jahr 2008 wurde das Gymnasium als die Jugend forscht Schule 2008 ausgezeichnet.
Seit 2013 ist die Schule eine von drei bayerischen Partnerschulen der "International School for Holocaust Studies" in Yad Vashem.
Die Kooperation mit Yad Vashem existiert seit 2007 und beinhaltet regelmäßige Videokonferenzen, Fortbildungen, den Austausch von Unterrichtsmaterialien und Seminare.
Ebenfalls im Jahr 2013 wurde die Schule als "mint-freundliche Schule" ausgezeichnet.
Das Gymnasium ist eine von 47 bayerischen Modellschulen, die die "Mittelstufe +" anbieten, in der die Schülerinnen und Schüler die Mittelstufe in vier statt in drei Jahren durchlaufen.
Im Dezember 2015 weihte der französische Generalkonsul am Katharinen-Gymnasium eine Gedenktafel für Charles de Gaulle ein, der im  Ersten Weltkrieg als Kriegsgefangener in einem Lazarett auf dem Gelände des späteren  Katharinen-Gymnaisums untergebracht war.
Im Schuljahr 2016/17 wurde das Katharinen-Gymnasium regionales "Kompetenzzentrum für individuelle Förderung".